# Bredene Koksijde Classic 2025
La Bredene Koksijde Classic 2025 ou Bredene Coxyde Classic 2025 est la 14e édition de cette course cycliste masculine sur route, auparavant appelée Handzame Classic. Elle a lieu le vendredi 21 mars 2025 dans la province de Flandre-Occidentale, en Belgique, entre Bredene et Coxyde. Elle fait partie du calendrier UCI ProSeries 2025, le deuxième niveau du cyclisme mondial, en catégorie 1.Pro.

## Présentation

### Parcours
Partant de Bredene, sur la côte belge, le tracé prend la direction du sud et de l'intérieur des terres pour rejoindre quelques côtes (dont le Mont Kemmel) franchies vers la mi-course. Cette longue boucle ramène les coureurs vers la côte belge et la ligne d'arrivée à Coxyde franchie après 166,7 km. Ensuite un circuit local de 11,4 km est à effectuer trois fois.

### Équipes
| WorldTeams (10)- Alpecin-Deceuninck - Intermarché-Wanty - XDS Astana Team - Team Picnic-PostNL - Lidl-Trek - Team Jayco AlUla - UAE Team Emirates XRG - Soudal Quick-Step - Arkéa-B&B Hotels - Cofidis ProTeams (11)- Wagner Bazin WB - VF Group-Bardiani CSF-Faizanè - Team Novo Nordisk - Team Flanders-Baloise - Euskaltel-Euskadi - Team TotalEnergies - Tudor Pro Cycling Team - Q36.5 Pro Cycling Team - Uno-X Mobility - Lotto - Israel-Premier Tech Équipes continentales (2)- Tarteletto-Isorex - Volkerwessels Cycling Team |
| |

## Récit de la course
Une échappée de quinze hommes tente de résister au retour du peloton. À deux tours de la fin (22,8 km), elle compte encore 40 secondes d'avance sur le peloton qui grignote son retard. L'échappée résiste in extremis et Edward Theuns s'impose.

## Classements

### Classement final
| \| Classement général \| Classement général \| Classement général \| Classement général \| Classement général \| \| Coureur \| Coureur \| Pays \| Équipe \| Temps \| \| ------------------ \| ------------------ \| ------------------ \| --------------------- \| ------------------ \| \| 1er \| Edward Theuns \| Belgique \| Lidl-Trek \| 4 h 15 min 50 s \| \| 2e \| Luke Lamperti \| États-Unis \| Soudal Quick-Step \| + 0 s \| \| 3e \| Nils Eekhoff \| Pays-Bas \| Team Picnic-PostNL \| + 0 s \| \| 4e \| Ethan Vernon \| Royaume-Uni \| Israel-Premier Tech \| + 0 s \| \| 5e \| Vito Braet \| Belgique \| Intermarché-Wanty \| + 0 s \| \| 6e \| Florian Vermeersch \| Belgique \| UAE Team Emirates XRG \| + 0 s \| \| 7e \| Robbe Ghys \| Belgique \| Alpecin-Deceuninck \| + 0 s \| \| 8e \| Stian Fredheim \| Norvège \| Uno-X Mobility \| + 0 s \| \| 9e \| Milan Fretin \| Belgique \| Cofidis \| + 0 s \| \| 10e \| Alessandro Romele \| Italie \| XDS Astana Team \| + 0 s \| |                    |             |                       |                 |
| |                    |             |                       |                 |
| Source : ProCyclingStats |                    |             |                       |                 |
| Classement général |                    |             |                       |                 |
| Coureur | Coureur            | Pays        | Équipe                | Temps           |
| 1er | Edward Theuns      | Belgique    | Lidl-Trek             | 4 h 15 min 50 s |
| 2e | Luke Lamperti      | États-Unis  | Soudal Quick-Step     | + 0 s           |
| 3e | Nils Eekhoff       | Pays-Bas    | Team Picnic-PostNL    | + 0 s           |
| 4e | Ethan Vernon       | Royaume-Uni | Israel-Premier Tech   | + 0 s           |
| 5e | Vito Braet         | Belgique    | Intermarché-Wanty     | + 0 s           |
| 6e | Florian Vermeersch | Belgique    | UAE Team Emirates XRG | + 0 s           |
| 7e | Robbe Ghys         | Belgique    | Alpecin-Deceuninck    | + 0 s           |
| 8e | Stian Fredheim     | Norvège     | Uno-X Mobility        | + 0 s           |
| 9e | Milan Fretin       | Belgique    | Cofidis               | + 0 s           |
| 10e | Alessandro Romele  | Italie      | XDS Astana Team       | + 0 s           |

### Classement UCI
La course attribue des points au classement mondial UCI 2025 selon le barème suivant :
| Position           | 1er | 2e  | 3e  | 4e  | 5e | 6e | 7e | 8e | 9e | 10e | 11e | 12e | 13e | 14e | 15e | 16e à 30e | 31e à 40e |
| Classement général | 200 | 150 | 125 | 100 | 85 | 70 | 60 | 50 | 40 | 35  | 30  | 25  | 20  | 15  | 10  | 5         | 3         |

## Liste des participants
| Arkéa-B&B Hotels ARK | Arkéa-B&B Hotels ARK  | Arkéa-B&B Hotels ARK |
| -------------------- | --------------------- | -------------------- |
| Num                  | Coureur               | Pos                  |
| 1                    | Luca Mozzato (ITA)    | 21e                  |
| 2                    | Giosuè Epis (ITA)     | 38e                  |
| 3                    | Rémi Lelandais (FRA)  | AB                   |
| 4                    | Amaury Capiot (BEL)   | NP                   |
| 5                    | Léandre Lozouet (FRA) | AB                   |
| 6                    | Arnaud Démare (FRA)   | AB                   |
| 7                    | Miles Scotson (AUS)   | AB                   |

| Soudal Quick-Step SOQ | Soudal Quick-Step SOQ         | Soudal Quick-Step SOQ |
| --------------------- | ----------------------------- | --------------------- |
| Num                   | Coureur                       | Pos                   |
| 11                    | Luke Lamperti (USA)           | 2e                    |
| 12                    | Gil Gelders (BEL)             | AB                    |
| 13                    | Andrea Raccagni Noviero (ITA) | 30e                   |
| 14                    | Gauthier Servranckx (BEL)     | AB                    |
| 15                    | Warre Vangheluwe (BEL)        | 19e                   |
| 16                    | Federico Savino (ITA)         | 60e                   |

| Alpecin-Deceuninck ADC | Alpecin-Deceuninck ADC      | Alpecin-Deceuninck ADC |
| ---------------------- | --------------------------- | ---------------------- |
| Num                    | Coureur                     | Pos                    |
| 21                     | Fabio Van den Bossche (BEL) | 27e                    |
| 22                     | Lars Boven (NED)            | AB                     |
| 23                     | Simon Dehairs (BEL)         | AB                     |
| 24                     | Robbe Ghys (BEL)            | 7e                     |
| 25                     | Jonas Rickaert (BEL)        | 74e                    |
| 26                     | Siebe Roesems (BEL)         | AB                     |
| 27                     | Stan Van Tricht (BEL)       | AB                     |

| Intermarché-Wanty IWA | Intermarché-Wanty IWA           | Intermarché-Wanty IWA |
| --------------------- | ------------------------------- | --------------------- |
| Num                   | Coureur                         | Pos                   |
| 31                    | Gerben Thijssen (BEL)           | 18e                   |
| 32                    | Dries De Pooter (BEL)           | 42e                   |
| 33                    | Victor Hannes (BEL)             | AB                    |
| 34                    | Arne Marit (BEL)                | 20e                   |
| 35                    | Vito Braet (BEL)                | 5e                    |
| 36                    | Gijs Van Hoecke (BEL)           | 37e                   |
| 37                    | Roel van Sintmaartensdijk (NED) | 43e                   |

| Cofidis COF | Cofidis COF          | Cofidis COF |
| ----------- | -------------------- | ----------- |
| Num         | Coureur              | Pos         |
| 41          | Milan Fretin (BEL)   | 9e          |
| 42          | Aimé De Gendt (BEL)  | 12e         |
| 43          | Eddy Finé (FRA)      | AB          |
| 44          | Piet Allegaert (BEL) | 34e         |
| 45          | Ludovic Robeet (BEL) | AB          |
| 46          | Alexis Renard (FRA)  | 64e         |

| UAE Team Emirates XRG UAD | UAE Team Emirates XRG UAD | UAE Team Emirates XRG UAD |
| ------------------------- | ------------------------- | ------------------------- |
| Num                       | Coureur                   | Pos                       |
| 51                        | Sebastián Molano (COL)    | NP                        |
| 52                        | Mikkel Bjerg (DEN)        | 72e                       |
| 53                        | Filippo Baroncini (ITA)   | 52e                       |
| 54                        | António Morgado (POR)     | 71e                       |
| 55                        | Luca Giaimi (ITA)         | AB                        |
| 56                        | Gibbe Staes (BEL)         | AB                        |
| 57                        | Florian Vermeersch (BEL)  | 6e                        |

| Team Jayco AlUla JAY | Team Jayco AlUla JAY            | Team Jayco AlUla JAY |
| -------------------- | ------------------------------- | -------------------- |
| Num                  | Coureur                         | Pos                  |
| 61                   | Dylan Groenewegen (NED) (route) | 58e                  |
| 63                   | Campbell Stewart (NZL)          | AB                   |
| 64                   | Elmar Reinders (NED)            | 35e                  |
| 65                   | Luka Mezgec (SLO)               | NP                   |
| 66                   | Max Walscheid (GER)             | AB                   |
| 67                   | Robert Donaldson (GBR)          | AB                   |

| Lidl-Trek LTK | Lidl-Trek LTK          | Lidl-Trek LTK |
| ------------- | ---------------------- | ------------- |
| Num           | Coureur                | Pos           |
| 71            | Simone Consonni (ITA)  | AB            |
| 72            | Tim Declercq (BEL)     | 39e           |
| 73            | Martin Pedersen (DEN)  | AB            |
| 75            | Edward Theuns (BEL)    | 1er           |
| 76            | Jakob Söderqvist (SWE) | 29e           |

| Team Picnic-PostNL TPP | Team Picnic-PostNL TPP     | Team Picnic-PostNL TPP |
| ---------------------- | -------------------------- | ---------------------- |
| Num                    | Coureur                    | Pos                    |
| 81                     | Fabio Jakobsen (NED)       | AB                     |
| 82                     | Tobias Lund Andresen (DEN) | 25e                    |
| 83                     | Alexander Edmondson (AUS)  | 81e                    |
| 84                     | Nils Eekhoff (NED)         | 3e                     |
| 85                     | Casper van Uden (NED)      | 23e                    |
| 86                     | Mees Vlot (NED)            | AB                     |
| 87                     | Julius van den Berg (NED)  | AB                     |

| XDS Astana Team XAT | XDS Astana Team XAT     | XDS Astana Team XAT |
| ------------------- | ----------------------- | ------------------- |
| Num                 | Coureur                 | Pos                 |
| 92                  | Aaron Gate (NZL)        | AB                  |
| 93                  | Max Kanter (GER)        | 61e                 |
| 94                  | Michele Gazzoli (ITA)   | AB                  |
| 95                  | Alessandro Romele (ITA) | 10e                 |
| 96                  | Su Haoyu (CHN)          | AB                  |

| Israel-Premier Tech IPT | Israel-Premier Tech IPT   | Israel-Premier Tech IPT |
| ----------------------- | ------------------------- | ----------------------- |
| Num                     | Coureur                   | Pos                     |
| 101                     | Hugo Hofstetter (FRA)     | 16e                     |
| 102                     | Oded Kogut (ISR) (route)  | AB                      |
| 103                     | Riley Pickrell (CAN)      | 82e                     |
| 104                     | Michael Schwarzmann (GER) | AB                      |
| 105                     | Guillaume Boivin (CAN)    | 41e                     |
| 106                     | Ethan Vernon (GBR)        | 4e                      |
| 107                     | Tom Van Asbroeck (BEL)    | 31e                     |

| Lotto LOT | Lotto LOT                    | Lotto LOT |
| --------- | ---------------------------- | --------- |
| Num       | Coureur                      | Pos       |
| 111       | Elia Viviani (ITA)           | 50e       |
| 112       | Steffen De Schuyteneer (BEL) | 56e       |
| 113       | Arne Baers (BEL)             | AB        |
| 114       | Lionel Taminiaux (BEL)       | 76e       |
| 115       | Lorenz Van de Wynkele (BEL)  | AB        |
| 116       | Jasper De Buyst (BEL)        | 75e       |
| 117       | Alec Segaert (BEL)           | 11e       |

| Uno-X Mobility UXM | Uno-X Mobility UXM            | Uno-X Mobility UXM |
| ------------------ | ----------------------------- | ------------------ |
| Num                | Coureur                       | Pos                |
| 121                | Jonas Iversby Hvideberg (NOR) | 46e                |
| 122                | Erlend Blikra (NOR)           | 26e                |
| 123                | Stian Fredheim (NOR)          | 8e                 |
| 124                | Erik Nordsæter Resell (NOR)   | 14e                |
| 125                | Henrik Pedersen (DEN)         | 48e                |
| 126                | Rasmus Bøgh Wallin (DEN)      | 44e                |
| 127                | Martin Bugge Urianstad (NOR)  | 59e                |

| Q36.5 Pro Cycling Team Q36 | Q36.5 Pro Cycling Team Q36 | Q36.5 Pro Cycling Team Q36 |
| -------------------------- | -------------------------- | -------------------------- |
| Num                        | Coureur                    | Pos                        |
| 131                        | Nicolò Parisini (ITA)      | 79e                        |
| 132                        | Jannik Steimle (GER)       | 80e                        |
| 133                        | David González López (ESP) | AB                         |
| 134                        | Rory Townsend (IRL)        | AB                         |
| 135                        | Kamil Małecki (POL)        | 78e                        |
| 136                        | Matteo Moschetti (ITA)     | 13e                        |
| 137                        | Giacomo Nizzolo (ITA)      | 49e                        |

| Tudor Pro Cycling Team TUD | Tudor Pro Cycling Team TUD     | Tudor Pro Cycling Team TUD |
| -------------------------- | ------------------------------ | -------------------------- |
| Num                        | Coureur                        | Pos                        |
| 141                        | Alberto Dainese (ITA)          | 17e                        |
| 142                        | Sebastian Kolze Changizi (DEN) | AB                         |
| 143                        | Robin Froidevaux (SUI)         | 47e                        |
| 144                        | Miká Heming (GER)              | 62e                        |
| 145                        | Arthur Kluckers (LUX)          | 77e                        |
| 146                        | Aivaras Mikutis (LTU)          | 22e                        |
| 147                        | Fabian Weiss (SUI)             | 70e                        |

| Team TotalEnergies TEN | Team TotalEnergies TEN | Team TotalEnergies TEN |
| ---------------------- | ---------------------- | ---------------------- |
| Num                    | Coureur                | Pos                    |
| 151                    | Lucas Boniface (FRA)   | 66e                    |
| 152                    | Rayan Boulahoite (FRA) | 63e                    |
| 153                    | Alexys Brunel (FRA)    | AB                     |
| 154                    | Florian Dauphin (FRA)  | 45e                    |
| 155                    | Geoffrey Soupe (FRA)   | AB                     |
| 156                    | Sandy Dujardin (FRA)   | 28e                    |
| 157                    | Jason Tesson (FRA)     | AB                     |

| Euskaltel-Euskadi EUS | Euskaltel-Euskadi EUS          | Euskaltel-Euskadi EUS |
| --------------------- | ------------------------------ | --------------------- |
| Num                   | Coureur                        | Pos                   |
| 161                   | Jon Aberasturi (ESP)           | 53e                   |
| 162                   | David Dekker (NED)             | AB                    |
| 163                   | Nicolás Alustiza (ESP)         | AB                    |
| 164                   | Xabier Berasategi (ESP)        | AB                    |
| 165                   | Andoni López de Abetxuko (ESP) | 67e                   |
| 166                   | Gotzon Martín (ESP)            | AB                    |
| 167                   | Iker Bonillo (ESP)             | AB                    |

| Team Flanders-Baloise TFB | Team Flanders-Baloise TFB | Team Flanders-Baloise TFB |
| ------------------------- | ------------------------- | ------------------------- |
| Num                       | Coureur                   | Pos                       |
| 171                       | Tom Crabbe (BEL)          | AB                        |
| 172                       | Brem Deman (BEL)          | 68e                       |
| 173                       | Lindsay De Vylder (BEL)   | 51e                       |
| 174                       | Tuur Dens (BEL)           | AB                        |
| 175                       | Vince Gerits (BEL)        | AB                        |
| 176                       | Jonas Geens (BEL)         | 55e                       |
| 177                       | Noah Vandenbranden (BEL)  | AB                        |

| Team Novo Nordisk TNN | Team Novo Nordisk TNN   | Team Novo Nordisk TNN |
| --------------------- | ----------------------- | --------------------- |
| Num                   | Coureur                 | Pos                   |
| 181                   | Sam Brand (GBR)         | AB                    |
| 182                   | Quinten De Graeve (BEL) | AB                    |
| 183                   | Declan Irvine (AUS)     | AB                    |
| 184                   | Matyáš Kopecký (CZE)    | 24e                   |
| 185                   | Anton Muller (FRA)      | AB                    |
| 186                   | Andrea Peron (ITA)      | AB                    |
| 187                   | Filippo Ridolfo (ITA)   | 65e                   |

| VF Group-Bardiani CSF-Faizanè VBF | VF Group-Bardiani CSF-Faizanè VBF | VF Group-Bardiani CSF-Faizanè VBF |
| --------------------------------- | --------------------------------- | --------------------------------- |
| Num                               | Coureur                           | Pos                               |
| 192                               | Federico Biagini (ITA)            | AB                                |
| 193                               | Filippo Magli (ITA)               | 57e                               |
| 194                               | Lorenzo Conforti (ITA)            | AB                                |
| 195                               | Mattia Pinazzi (ITA)              | AB                                |
| 197                               | Enrico Zanoncello (ITA)           | 54e                               |

| Wagner Bazin WB WB2 | Wagner Bazin WB WB2        | Wagner Bazin WB WB2 |
| ------------------- | -------------------------- | ------------------- |
| Num                 | Coureur                    | Pos                 |
| 201                 | Cériel Desal (BEL)         | 69e                 |
| 202                 | Leander Van Hautegem (BEL) | 40e                 |
| 203                 | Davide Persico (ITA)       | AB                  |
| 204                 | Axandre Van Petegem (BEL)  | AB                  |
| 205                 | Jens Reynders (BEL)        | 36e                 |
| 206                 | Kenneth Van Rooy (BEL)     | 33e                 |
| 207                 | Loïc Vliegen (BEL)         | 83e                 |

| Tarteletto-Isorex TIS | Tarteletto-Isorex TIS | Tarteletto-Isorex TIS |
| --------------------- | --------------------- | --------------------- |
| Num                   | Coureur               | Pos                   |
| 211                   | Louis Blouwe (BEL)    | AB                    |
| 212                   | Brian Rigole (BEL)    | AB                    |
| 213                   | Timothy Dupont (BEL)  | AB                    |
| 214                   | Gianni Marchand (BEL) | AB                    |
| 215                   | Arne Santy (BEL)      | AB                    |
| 216                   | Ewout De Keyser (BEL) | AB                    |
| 217                   | Lennert Teugels (BEL) | 73e                   |

| VolkerWessels Cycling Team VWT | VolkerWessels Cycling Team VWT | VolkerWessels Cycling Team VWT |
| ------------------------------ | ------------------------------ | ------------------------------ |
| Num                            | Coureur                        | Pos                            |
| 221                            | Timo de Jong (NED)             | 32e                            |
| 222                            | Joppe Heremans (BEL)           | AB                             |
| 223                            | Max Kroonen (NED)              | AB                             |
| 224                            | Mats Omloop (BEL)              | AB                             |
| 225                            | Tim den Braber (NED)           | AB                             |
| 226                            | Jasper Haest (NED)             | AB                             |
| 227                            | Tim Marsman (NED)              | 15e                            |

| Arkéa-B&B Hotels ARK | Arkéa-B&B Hotels ARK  | Arkéa-B&B Hotels ARK |
| -------------------- | --------------------- | -------------------- |
| Num                  | Coureur               | Pos                  |
| 1                    | Luca Mozzato (ITA)    | 21e                  |
| 2                    | Giosuè Epis (ITA)     | 38e                  |
| 3                    | Rémi Lelandais (FRA)  | AB                   |
| 4                    | Amaury Capiot (BEL)   | NP                   |
| 5                    | Léandre Lozouet (FRA) | AB                   |
| 6                    | Arnaud Démare (FRA)   | AB                   |
| 7                    | Miles Scotson (AUS)   | AB                   |

| Soudal Quick-Step SOQ | Soudal Quick-Step SOQ         | Soudal Quick-Step SOQ |
| --------------------- | ----------------------------- | --------------------- |
| Num                   | Coureur                       | Pos                   |
| 11                    | Luke Lamperti (USA)           | 2e                    |
| 12                    | Gil Gelders (BEL)             | AB                    |
| 13                    | Andrea Raccagni Noviero (ITA) | 30e                   |
| 14                    | Gauthier Servranckx (BEL)     | AB                    |
| 15                    | Warre Vangheluwe (BEL)        | 19e                   |
| 16                    | Federico Savino (ITA)         | 60e                   |

| Alpecin-Deceuninck ADC | Alpecin-Deceuninck ADC      | Alpecin-Deceuninck ADC |
| ---------------------- | --------------------------- | ---------------------- |
| Num                    | Coureur                     | Pos                    |
| 21                     | Fabio Van den Bossche (BEL) | 27e                    |
| 22                     | Lars Boven (NED)            | AB                     |
| 23                     | Simon Dehairs (BEL)         | AB                     |
| 24                     | Robbe Ghys (BEL)            | 7e                     |
| 25                     | Jonas Rickaert (BEL)        | 74e                    |
| 26                     | Siebe Roesems (BEL)         | AB                     |
| 27                     | Stan Van Tricht (BEL)       | AB                     |

| Intermarché-Wanty IWA | Intermarché-Wanty IWA           | Intermarché-Wanty IWA |
| --------------------- | ------------------------------- | --------------------- |
| Num                   | Coureur                         | Pos                   |
| 31                    | Gerben Thijssen (BEL)           | 18e                   |
| 32                    | Dries De Pooter (BEL)           | 42e                   |
| 33                    | Victor Hannes (BEL)             | AB                    |
| 34                    | Arne Marit (BEL)                | 20e                   |
| 35                    | Vito Braet (BEL)                | 5e                    |
| 36                    | Gijs Van Hoecke (BEL)           | 37e                   |
| 37                    | Roel van Sintmaartensdijk (NED) | 43e                   |

| Cofidis COF | Cofidis COF          | Cofidis COF |
| ----------- | -------------------- | ----------- |
| Num         | Coureur              | Pos         |
| 41          | Milan Fretin (BEL)   | 9e          |
| 42          | Aimé De Gendt (BEL)  | 12e         |
| 43          | Eddy Finé (FRA)      | AB          |
| 44          | Piet Allegaert (BEL) | 34e         |
| 45          | Ludovic Robeet (BEL) | AB          |
| 46          | Alexis Renard (FRA)  | 64e         |

| UAE Team Emirates XRG UAD | UAE Team Emirates XRG UAD | UAE Team Emirates XRG UAD |
| ------------------------- | ------------------------- | ------------------------- |
| Num                       | Coureur                   | Pos                       |
| 51                        | Sebastián Molano (COL)    | NP                        |
| 52                        | Mikkel Bjerg (DEN)        | 72e                       |
| 53                        | Filippo Baroncini (ITA)   | 52e                       |
| 54                        | António Morgado (POR)     | 71e                       |
| 55                        | Luca Giaimi (ITA)         | AB                        |
| 56                        | Gibbe Staes (BEL)         | AB                        |
| 57                        | Florian Vermeersch (BEL)  | 6e                        |

| Team Jayco AlUla JAY | Team Jayco AlUla JAY            | Team Jayco AlUla JAY |
| -------------------- | ------------------------------- | -------------------- |
| Num                  | Coureur                         | Pos                  |
| 61                   | Dylan Groenewegen (NED) (route) | 58e                  |
| 63                   | Campbell Stewart (NZL)          | AB                   |
| 64                   | Elmar Reinders (NED)            | 35e                  |
| 65                   | Luka Mezgec (SLO)               | NP                   |
| 66                   | Max Walscheid (GER)             | AB                   |
| 67                   | Robert Donaldson (GBR)          | AB                   |

| Lidl-Trek LTK | Lidl-Trek LTK          | Lidl-Trek LTK |
| ------------- | ---------------------- | ------------- |
| Num           | Coureur                | Pos           |
| 71            | Simone Consonni (ITA)  | AB            |
| 72            | Tim Declercq (BEL)     | 39e           |
| 73            | Martin Pedersen (DEN)  | AB            |
| 75            | Edward Theuns (BEL)    | 1er           |
| 76            | Jakob Söderqvist (SWE) | 29e           |

| Team Picnic-PostNL TPP | Team Picnic-PostNL TPP     | Team Picnic-PostNL TPP |
| ---------------------- | -------------------------- | ---------------------- |
| Num                    | Coureur                    | Pos                    |
| 81                     | Fabio Jakobsen (NED)       | AB                     |
| 82                     | Tobias Lund Andresen (DEN) | 25e                    |
| 83                     | Alexander Edmondson (AUS)  | 81e                    |
| 84                     | Nils Eekhoff (NED)         | 3e                     |
| 85                     | Casper van Uden (NED)      | 23e                    |
| 86                     | Mees Vlot (NED)            | AB                     |
| 87                     | Julius van den Berg (NED)  | AB                     |

| XDS Astana Team XAT | XDS Astana Team XAT     | XDS Astana Team XAT |
| ------------------- | ----------------------- | ------------------- |
| Num                 | Coureur                 | Pos                 |
| 92                  | Aaron Gate (NZL)        | AB                  |
| 93                  | Max Kanter (GER)        | 61e                 |
| 94                  | Michele Gazzoli (ITA)   | AB                  |
| 95                  | Alessandro Romele (ITA) | 10e                 |
| 96                  | Su Haoyu (CHN)          | AB                  |

| Israel-Premier Tech IPT | Israel-Premier Tech IPT   | Israel-Premier Tech IPT |
| ----------------------- | ------------------------- | ----------------------- |
| Num                     | Coureur                   | Pos                     |
| 101                     | Hugo Hofstetter (FRA)     | 16e                     |
| 102                     | Oded Kogut (ISR) (route)  | AB                      |
| 103                     | Riley Pickrell (CAN)      | 82e                     |
| 104                     | Michael Schwarzmann (GER) | AB                      |
| 105                     | Guillaume Boivin (CAN)    | 41e                     |
| 106                     | Ethan Vernon (GBR)        | 4e                      |
| 107                     | Tom Van Asbroeck (BEL)    | 31e                     |

| Lotto LOT | Lotto LOT                    | Lotto LOT |
| --------- | ---------------------------- | --------- |
| Num       | Coureur                      | Pos       |
| 111       | Elia Viviani (ITA)           | 50e       |
| 112       | Steffen De Schuyteneer (BEL) | 56e       |
| 113       | Arne Baers (BEL)             | AB        |
| 114       | Lionel Taminiaux (BEL)       | 76e       |
| 115       | Lorenz Van de Wynkele (BEL)  | AB        |
| 116       | Jasper De Buyst (BEL)        | 75e       |
| 117       | Alec Segaert (BEL)           | 11e       |

| Uno-X Mobility UXM | Uno-X Mobility UXM            | Uno-X Mobility UXM |
| ------------------ | ----------------------------- | ------------------ |
| Num                | Coureur                       | Pos                |
| 121                | Jonas Iversby Hvideberg (NOR) | 46e                |
| 122                | Erlend Blikra (NOR)           | 26e                |
| 123                | Stian Fredheim (NOR)          | 8e                 |
| 124                | Erik Nordsæter Resell (NOR)   | 14e                |
| 125                | Henrik Pedersen (DEN)         | 48e                |
| 126                | Rasmus Bøgh Wallin (DEN)      | 44e                |
| 127                | Martin Bugge Urianstad (NOR)  | 59e                |

| Q36.5 Pro Cycling Team Q36 | Q36.5 Pro Cycling Team Q36 | Q36.5 Pro Cycling Team Q36 |
| -------------------------- | -------------------------- | -------------------------- |
| Num                        | Coureur                    | Pos                        |
| 131                        | Nicolò Parisini (ITA)      | 79e                        |
| 132                        | Jannik Steimle (GER)       | 80e                        |
| 133                        | David González López (ESP) | AB                         |
| 134                        | Rory Townsend (IRL)        | AB                         |
| 135                        | Kamil Małecki (POL)        | 78e                        |
| 136                        | Matteo Moschetti (ITA)     | 13e                        |
| 137                        | Giacomo Nizzolo (ITA)      | 49e                        |

| Tudor Pro Cycling Team TUD | Tudor Pro Cycling Team TUD     | Tudor Pro Cycling Team TUD |
| -------------------------- | ------------------------------ | -------------------------- |
| Num                        | Coureur                        | Pos                        |
| 141                        | Alberto Dainese (ITA)          | 17e                        |
| 142                        | Sebastian Kolze Changizi (DEN) | AB                         |
| 143                        | Robin Froidevaux (SUI)         | 47e                        |
| 144                        | Miká Heming (GER)              | 62e                        |
| 145                        | Arthur Kluckers (LUX)          | 77e                        |
| 146                        | Aivaras Mikutis (LTU)          | 22e                        |
| 147                        | Fabian Weiss (SUI)             | 70e                        |

| Team TotalEnergies TEN | Team TotalEnergies TEN | Team TotalEnergies TEN |
| ---------------------- | ---------------------- | ---------------------- |
| Num                    | Coureur                | Pos                    |
| 151                    | Lucas Boniface (FRA)   | 66e                    |
| 152                    | Rayan Boulahoite (FRA) | 63e                    |
| 153                    | Alexys Brunel (FRA)    | AB                     |
| 154                    | Florian Dauphin (FRA)  | 45e                    |
| 155                    | Geoffrey Soupe (FRA)   | AB                     |
| 156                    | Sandy Dujardin (FRA)   | 28e                    |
| 157                    | Jason Tesson (FRA)     | AB                     |

| Euskaltel-Euskadi EUS | Euskaltel-Euskadi EUS          | Euskaltel-Euskadi EUS |
| --------------------- | ------------------------------ | --------------------- |
| Num                   | Coureur                        | Pos                   |
| 161                   | Jon Aberasturi (ESP)           | 53e                   |
| 162                   | David Dekker (NED)             | AB                    |
| 163                   | Nicolás Alustiza (ESP)         | AB                    |
| 164                   | Xabier Berasategi (ESP)        | AB                    |
| 165                   | Andoni López de Abetxuko (ESP) | 67e                   |
| 166                   | Gotzon Martín (ESP)            | AB                    |
| 167                   | Iker Bonillo (ESP)             | AB                    |

| Team Flanders-Baloise TFB | Team Flanders-Baloise TFB | Team Flanders-Baloise TFB |
| ------------------------- | ------------------------- | ------------------------- |
| Num                       | Coureur                   | Pos                       |
| 171                       | Tom Crabbe (BEL)          | AB                        |
| 172                       | Brem Deman (BEL)          | 68e                       |
| 173                       | Lindsay De Vylder (BEL)   | 51e                       |
| 174                       | Tuur Dens (BEL)           | AB                        |
| 175                       | Vince Gerits (BEL)        | AB                        |
| 176                       | Jonas Geens (BEL)         | 55e                       |
| 177                       | Noah Vandenbranden (BEL)  | AB                        |

| Team Novo Nordisk TNN | Team Novo Nordisk TNN   | Team Novo Nordisk TNN |
| --------------------- | ----------------------- | --------------------- |
| Num                   | Coureur                 | Pos                   |
| 181                   | Sam Brand (GBR)         | AB                    |
| 182                   | Quinten De Graeve (BEL) | AB                    |
| 183                   | Declan Irvine (AUS)     | AB                    |
| 184                   | Matyáš Kopecký (CZE)    | 24e                   |
| 185                   | Anton Muller (FRA)      | AB                    |
| 186                   | Andrea Peron (ITA)      | AB                    |
| 187                   | Filippo Ridolfo (ITA)   | 65e                   |

| VF Group-Bardiani CSF-Faizanè VBF | VF Group-Bardiani CSF-Faizanè VBF | VF Group-Bardiani CSF-Faizanè VBF |
| --------------------------------- | --------------------------------- | --------------------------------- |
| Num                               | Coureur                           | Pos                               |
| 192                               | Federico Biagini (ITA)            | AB                                |
| 193                               | Filippo Magli (ITA)               | 57e                               |
| 194                               | Lorenzo Conforti (ITA)            | AB                                |
| 195                               | Mattia Pinazzi (ITA)              | AB                                |
| 197                               | Enrico Zanoncello (ITA)           | 54e                               |

| Wagner Bazin WB WB2 | Wagner Bazin WB WB2        | Wagner Bazin WB WB2 |
| ------------------- | -------------------------- | ------------------- |
| Num                 | Coureur                    | Pos                 |
| 201                 | Cériel Desal (BEL)         | 69e                 |
| 202                 | Leander Van Hautegem (BEL) | 40e                 |
| 203                 | Davide Persico (ITA)       | AB                  |
| 204                 | Axandre Van Petegem (BEL)  | AB                  |
| 205                 | Jens Reynders (BEL)        | 36e                 |
| 206                 | Kenneth Van Rooy (BEL)     | 33e                 |
| 207                 | Loïc Vliegen (BEL)         | 83e                 |

| Tarteletto-Isorex TIS | Tarteletto-Isorex TIS | Tarteletto-Isorex TIS |
| --------------------- | --------------------- | --------------------- |
| Num                   | Coureur               | Pos                   |
| 211                   | Louis Blouwe (BEL)    | AB                    |
| 212                   | Brian Rigole (BEL)    | AB                    |
| 213                   | Timothy Dupont (BEL)  | AB                    |
| 214                   | Gianni Marchand (BEL) | AB                    |
| 215                   | Arne Santy (BEL)      | AB                    |
| 216                   | Ewout De Keyser (BEL) | AB                    |
| 217                   | Lennert Teugels (BEL) | 73e                   |

| VolkerWessels Cycling Team VWT | VolkerWessels Cycling Team VWT | VolkerWessels Cycling Team VWT |
| ------------------------------ | ------------------------------ | ------------------------------ |
| Num                            | Coureur                        | Pos                            |
| 221                            | Timo de Jong (NED)             | 32e                            |
| 222                            | Joppe Heremans (BEL)           | AB                             |
| 223                            | Max Kroonen (NED)              | AB                             |
| 224                            | Mats Omloop (BEL)              | AB                             |
| 225                            | Tim den Braber (NED)           | AB                             |
| 226                            | Jasper Haest (NED)             | AB                             |
| 227                            | Tim Marsman (NED)              | 15e                            |